# Pierre Broodcoorens

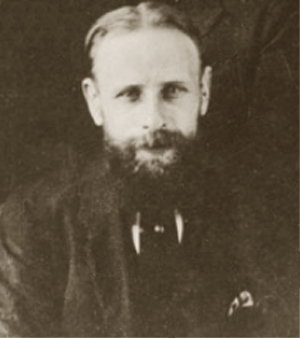
Foto des Schriftstellers Broodcoorens um 1919

Pierre Broodcoorens (* 1885 in Brüssel; † 1924 in La Hulpe) war ein belgischer Schriftsteller.

## Leben
Broodcoorens’ Familie stammte aus Ostflandern. Er selbst wuchs in Brüssel auf. Literarisch beeinflusst wurde er durch die belgischen Autoren Georges Eekhoud und Camille Lemonnier. Unter einer Vielzahl von Gedichten, Romanen und Dramen ist sein wohl bekanntestes Werk der Roman Le sang des Flamands rouge, in dem er die Unterdrückung der Flamen durch Spanier und Franzosen behandelt. Er wurde 1914 in Fortsetzungen in der sozialistischen belgischen Zeitung Le Peuple veröffentlicht. 1916 erschien eine deutsche Übersetzung von Johannes Schlaf unter dem Titel Rotes Flamenblut. Diese wurde während des Ersten Weltkriegs von den Deutschen zu Propagandazwecken eingesetzt, wogegen sich Broodcoorens ohne Erfolg so heftig wehrte, dass er schließlich einen Nervenzusammenbruch erlitt. Als überzeugter Sozialist war er über die Verwendung des Romans zu nationalistischen Zwecken erschüttert. Er war mit René Magritte befreundet, den er während dessen Studienzeit in Brüssel kennenlernte und der ihn 1921 porträtierte.

## Werke
- Eglesygne et Flourdelys. Pièce en trois actes, and fresh blancs
- La Mer. Legend lyrique en quatre parties
- Le Roi de la nuit
- Le coin des Tisserands
- La foi du doute: poèmes
- Le miroir des roses spirituelles
- Boule-Carcasse
- Petit Will
- La Parabole du figuier sterile
- Histoires merveilleuses
- Le sergent brave Champagne
- Seigneur Polichinelle, récits
- Le siege de Berlin
- Le roi aveugle
- Les Rustiques
- Le sang des Flamands rouge
- Le carillonneur des esprits
Der Gedichtband besteht aus fünf Teilen: „Clocke Roeland“, „Les Soleils d'antan“, „Les Orages passants“, „Les Deuillants procession Aires“ und „Les Horizons précurseurs“.